# Ensedisio I di Collalto
Ensedisio I di Collalto (fl. XII secolo) è stato un nobile feudatario italiano.

## Biografia
Figlio del conte Rambaldo IV di Collalto, Ensedisio I, fu conte in Treviso. È ricordato nel 1116 e nel 1126, e a lui si deve la costruzione del castello di Collalto, eretto intorno al 1110.

## Discendenza
Si conoscono i seguenti figli: 
- Schinella I conte e signore di Treviso (1153), console nel 1165 e nel 1186-1187;
- Manfredo I conte di Treviso, sposato con Daria, ricordato nel 1170. Si conosce una figlia Maria di Collalto ricordata nel 1184;
- Volcherio, conte di Treviso e secondo la tradizione patriarca di Aquileia;
- Rambaldo V;
- Matilda, sposa di Gabriele I da Camino. Secondo altri figlia di Rambaldo IV di Collalto.